# Niels Klims underjordiska resa

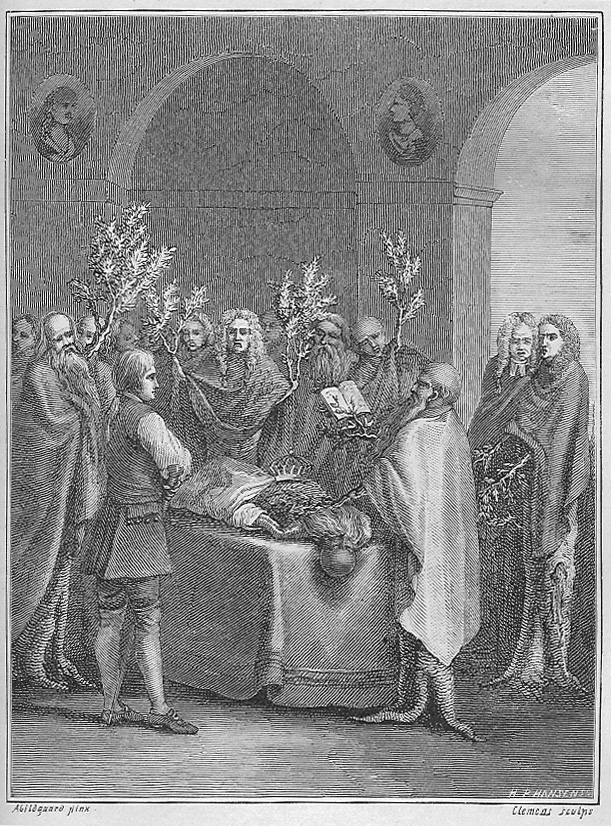
Dom över den döde invånaren i Potu.
Illustration stucken av Clemens efter teckning av Abildgaard, från Jens Baggesens danska utgåva från 1789.

Niels Klims underjordiska resa är en satirisk roman från 1741 av Ludvig Holberg. Han skrev den på latin och uppnådde därmed att romanen nådde längre ut i världen, än om den skrivits på danska. Den har sedan översatts till danska flera gånger, bland annat av Jens Baggesen 1789. Hans översättning blev illustrerad med teckningar av Nicolai Abildgaard stuckna i koppar av Johan Frederik Clemens. Denna vackra utgåva bekostades av historikern Peter Friederich Suhm. På svenska kom boken 2007. Språkdräkten stod Erik Carlqvist för.

## Handling
Bokens huvudperson, den norske studenten Niels Klim vänder tillbaka till sin födelsestad Bergen efter studentexamen. På en utflykt litet utanför staden faller han i ett djupt hål i klippan och landar på en planet i jordens inre kallad Nazar. Här möter han många olika besynnerliga samhällen. De beskrivs satiriskt av Ludvig Holberg, som ostraffat kan göra narr av sin samtid. Ett av länderna heter Potu, vilket är en lätt omskrivning av namnet Utopia. Romanen liknar Jonathan Swifts satiriska roman Gullivers resor från 1726. 

## Svenska översättningar
Niels Klims underjordiske Rejse kom ut i svensk översättning redan på 1700-talet. Den andra upplagan på svenska med titeln "Nikolaii Klimii resa uti den underjordiska werlden" utgavs 1767 i Västerås, på Joh. Laur. Horrns förlag. Den tredje svenska upplagan kom 1884, hos Bokförlagsföreningen Swea, Stockholm. Om översättningen av 3:e upplagan står endast: i fri översättning.